# Teenage Dream (sang)
"Teenage Dream" er en sang fra den amerikanske popsanger og sangskriver Katy Perry fra hendes 3. studiealbum af samme navn, Teenage Dream. Sangen udkom som single 23. juli 2010.

## Hitlisteplaceringer
| Chart (2010)                                     | Hitliste placering |
| ------------------------------------------------ | ------------------ |
| Australien (ARIA)                                | 2                  |
| Østrig (Ö3 Austria Top 40)                       | 2                  |
| Belgien (Ultratop 50 Flanderen)                  | 14                 |
| Belgien (Ultratop 50 Vallonien)                  | 15                 |
| Brazil (Brasil Hot 100 Airplay)                  | 25                 |
| Bulgarien (IFPI)                                 | 5                  |
| Canada (Canadian Hot 100)                        | 2                  |
| Tjekkiet (Rádio Top 100)                         | 8                  |
| Danmark (Track Top-40)                           | 13                 |
| Danmark Airplay (Tracklisten)                    | 2                  |
| Europa (European Hot 100 Singles)                | 5                  |
| Finland (Suomen virallinen lista)                | 14                 |
| Frankrig (SNEP) Download-liste                   | 6                  |
| Tyskland (Official German Charts)                | 6                  |
| Ungarn (Rádiós Top 40)                           | 22                 |
| Irland (IRMA)                                    | 1                  |
| Italien (FIMI)                                   | 9                  |
| Japan (Japan Hot 100)                            | 19                 |
| Holland (Dutch Top 40)                           | 4                  |
| New Zealand (RIANZ)                              | 1                  |
| Polen (ZPAV)                                     | 5                  |
| Skotland (Official Charts Company)               | 1                  |
| Slovakiet (Rádio Top 100)                        | 1                  |
| Spanien (PROMUSICAE)                             | 12                 |
| Sverige (Sverigetopplistan)                      | 21                 |
| Schweiz (Schweizer Hitparade)                    | 8                  |
| Storbritannien Singles (Official Charts Company) | 2                  |
| USA Billboard Hot 100                            | 1                  |
| USA Mainstream Top 40 (Billboard)                | 1                  |
| USA Adult Top 40 (Billboard)                     | 1                  |
| USA Dance Club Songs (Billboard)                 | 1                  |

| Chart (2011)                       | Hitliste placering |
| ---------------------------------- | ------------------ |
| Frankrig (SNEP)                    | 75                 |
| USA Adult Contemporary (Billboard) | 8                  |